# Nicolae Andruță Ceaușescu
Nicolae Andruță Ceaușescu (n. 1924, Scornicești – d. 14 decembrie 2000, București) a fost un general român de Securitate, comandantul Școlii de ofițeri de la Băneasa. A fost fratele lui Nicolae Ceaușescu.
A fost înaintat la gradul de general-locotenent (cu 2 stele) începând cu data de 30 decembrie 1982.
La data de 18 ianuarie 1990, generalul-locotenent Nicolae Andruță Ceaușescu a fost trecut în rezervă. Ulterior, a fost acuzat de instigare la genocid împotriva manifestanților de la Intercontinental; a fost condamnat la 15 ani de închisoare.
A decedat la vârsta de 76 de ani și a fost înmormântat la Cimitirul Ghencea Militar din București.